# John Keane, 1. Baron Keane
John Keane, 1. Baron Keane, GCB GCH (* 6. Februar 1781 in Belmont House, County Waterford, Irland; † 26. August 1844 in Burton Lodge, Hampshire, England) war ein britischer Generalleutnant und führte den ersten Angriff der Briten im Ersten Anglo-Afghanischen Krieg.

## Leben
Keane entstammte einer Familie der Gentry des irischen County Waterford und war der zweite Sohn des Sir John Keane, 1. Baronet (1757–1829), aus dessen erster Ehe mit Sarah Kelly.
Er trat im Alter von elf Jahren in die British Army ein und stieg durch den damals üblichen Kauf von Offizierspatenten zunächst rasch auf. Am 11. Oktober 1794 wurde er Ensign des 122nd Regiment of Foot und wurde dort am 30. Oktober 1794 Lieutenant und wechselte am 12. November 1794 als Captain zum 124th Regiment of Foot. Er leistete in dieser Zeit wohl kaum aktiven Dienst und war bereits im Mai 1795 unter Halbsold vom Dienst freigestellt.
Nach Ausbruch des Zweiten Koalitionskriegs (1799–1802) kehrte er in den aktiven Dienst zurück und wechselte im November 1799 als Captain zum 44th Regiment of Foot, das in Gibraltar stationiert war und nahm mit diesem wenig später in Ägypten an den Kämpfen gegen die dortigen französischen Invasionstruppen teil. Im Juni 1802 erwarb er eine Beförderung zum Major des 60th Regiment of Foot und im August 1803 zum Lieutenant-Colonel des 13th Regiment of Foot.
Während der Napoleonischen Kriege auf der Iberischen Halbinsel (1808–1813) wurde er mit seinem Regiment 1808 zunächst in die Karibik beordert, stellte fort die Garnison von Bermuda und kämpfte im Frühjahr 1809 bei der Einnahme von Martinique. In der Garnison von Martinique wurde er im Januar 1812 zum Brevet-Colonel befördert und wechselte im Juni 1812 zurück zum 60th Regiment of Foot. Mit dem 5. Bataillon dieses Regiments schloss er sich im Oktober 1812 den Kämpfen auf der iberischen Halbinsel an und führte dort eine Brigade.
Im Juni 1814 wurde er zum Major-General befördert und kommandierte 1815 die 3. Brigade in der Schlacht von New Orleans, wo er verwundet wurde. 1815 wurde er als Knight Commander des Order of the Bath (KCB) geadelt.
Von 1818 bis 1823 war er Gouverneur von St. Lucia, Oberbefehlshaber auf den Westindischen Inseln und von 1827 bis 1829 kommissarischer Gouverneur von Jamaika. Von 1829 bis 1831 amtierte Keane als Colonel des 94th Regiment of Foot und von 1831 bis 1838 als Colonel des 68th (Durham) Regiment of Foot. Im Juli 1830 wurde er zum Lieutenant-General befördert und 1831 als Knight Grand Cross des Hanoverian Guelphic Order (GCH) ausgezeichnet.
Von 1833 bis 1839 war er Oberbefehlshaber der Bombay Army, der Armee Präsidentschaft Bombay in Britisch-Indien. Um den Herrscher von Afghanistan Dost Mohammed zu entmachten und den früheren Herrscher Schodscha Schah Durrani wieder einzusetzen, führte Keane im Frühjahr 1839 die Army of the Indus nach Afghanistan. Kombiniert aus Truppen der British Army und Truppen der Britischen Ostindien-Kompanie marschierten ca. 16.500 britische und indische Truppen sowie ca. 35.000 Bedienstete und Familienmitglieder über den Bolan-Pass. Am 25. April 1839 erreichten die Army of the Indus Kandahar, das kampflos fiel. Die nächste Station auf dem Weg nach Kabul war die befestigte Stadt Ghazni. In der Schlacht von Ghazni konnte General Keane am 23. Juli dort eine afghanische Armee unter Hyder Khan schlagen. Am 30. Juli marschierte Keane mit seinen Truppen nach Kabul und nahm die Stadt am 7. August kampflos ein. Die Army of the Indus kehrte nach Indien zurück und Keane übergab das Kommando in Afghanistan an Willoughby Cotton. Für seinen Sieg in diesem Feldzug wurde Keane 1839 zum Knight Grand Cross des Order of the Bath sowie am 23. Dezember 1839 zum Baron Keane, of Ghuznee and of Cappoquin in the County of Waterford, erhoben. Er wurde dadurch Mitglied des House of Lords.
Von 1838 bis 1839 hatte er das Amt des Colonel des 46th (South Devonshire) Regiment of Foot inne und von 1839 bis 1844 amtierte er als Colonel des 43rd (Monmouthshire) Regiment of Foot.

## Ehen und Nachkommen
Am 1. August 1806 heiratete er in erster Ehe Grace Smith († 1838), Tochter des Sir John Smith, Lieutenant-General der Royal Artillery. Mit ihr hatte er sechs Kinder:
- Edward Arthur Wellington Keane, 2. Baron Keane (1815–1882), ⚭ 1847 Louisa Caroline Lydia Benyon;
- John Manly Arbuthnot Keane, 3. Baron Keane (1816–1901), ⚭ (1) 1848 Mary Jane Palliser, ⚭ (2) 1885 Francina Maria Lane;
- Hon. George Disney Keane (1817–1891), Vice-Admiral der Royal Navy, ⚭ 1881 Katharine Mary McLeod;
- Hon. Hussey Fane Keane (1822–1895), Lieutenant-General der British Army, ⚭ 1886 Lady Isabella Emma Elizabeth FitzMaurice, Tochter des Thomas FitzMaurice, 5. Earl of Orkney;
- Hon. Charlotte Emilia Keane († 1859);
- Hon. Georgiana Isabella Keane († 1854), ⚭ 1840 W. H. Penrose.

In zweiter Ehe heiratete er am 20. August 1840 Charlotte Maria Boland († 1884), Tochter des John Boland, Colonel der British Army. Die Ehe blieb kinderlos.